# Preixan
Preixan  est une commune française située dans le nord-ouest du département de l'Aude en région Occitanie.
Sur le plan historique et culturel, la commune fait partie du Carcassès, un pays centré sur la ville de Carcassonne, entre les prémices du Massif central et les contreforts pyrénéens. Exposée à un climat méditerranéen, elle est drainée par l'Aude, le ruisseau des Moulins et par un autre cours d'eau. La commune possède un patrimoine naturel remarquable : un site Natura 2000 (le « massif de la Malepère ») et deux zones naturelles d'intérêt écologique, faunistique et floristique.
Preixan est une commune rurale qui compte 637 habitants en 2022, après avoir connu une forte hausse de la population depuis 1975. Elle fait partie de l'aire d'attraction de Carcassonne. Ses habitants sont appelés les Preixanais ou  Preixanaises.

## Géographie

### Localisation
Commune de l'aire urbaine de Carcassonne, à une douzaine de kilomètres au sud de la ville centre, et au nord de Limoux. Située au cœur de la Malepère, sur un coteau dominant l'Aude.

### Communes limitrophes
Les communes limitrophes sont  Couffoulens, Montclar, Rouffiac-d'Aude et Roullens.
|          | Roullens        |             |
| Montclar | Preixan         | Couffoulens |
|          | Rouffiac-d'Aude |             |

### Hameaux et lieux-dits
Les campagnes rattachées à Preixan sont Gaubil, Lacombe, les Castaniès et Foucault.

### Voies de communication et transports
Le village est en bordure de la départementale 118 qui traverse le département de l’Aude du nord au sud.

### Hydrographie
La commune est dans la région hydrographique « Côtiers méditerranéens », au sein du bassin hydrographique Rhône-Méditerranée-Corse. Elle est drainée par l'Aude, le ruisseau des Moulins et le ruisseau des Pontils, qui constituent un réseau hydrographique de 8 km de longueur totale,.
L'Aude, d'une longueur totale de 223,59 km, prend sa source dans la commune des Angles et s'écoule du sud vers le nord. Elle traverse la commune et se jette dans le golfe du Lion à Fleury, après avoir traversé 73 communes.

### Climat
Pour des articles plus généraux, voir Climat de l'Occitanie et Climat de l'Aude.
En 2010, le climat de la commune est de type climat du Bassin du Sud-Ouest, selon une étude s'appuyant sur une série de données couvrant la période 1971-2000. En 2020, Météo-France publie une typologie des climats de la France métropolitaine dans laquelle la commune est exposée à un climat océanique altéré et est dans la région climatique Aquitaine, Gascogne, caractérisée par une pluviométrie abondante au printemps, modérée en automne, un faible ensoleillement au printemps, un été chaud (19,5 °C), des vents faibles, des brouillards fréquents en automne et en hiver et des orages fréquents en été (15 à 20 jours).
Pour la période 1971-2000, la température annuelle moyenne est de 13,8 °C, avec  une amplitude thermique annuelle de 15,8 °C. Le cumul annuel moyen de précipitations est de 694 mm, avec 9,2 jours de précipitations en janvier et 4,4 jours en juillet. Pour la période 1991-2020 la température moyenne annuelle observée sur la station météorologique la plus proche, située sur la commune de Carcassonne à 9 km à vol d'oiseau, est de 14,4 °C et le cumul annuel moyen de précipitations est de 665,0 mm,. Pour l'avenir, les paramètres climatiques de la commune estimés pour 2050 selon différents scénarios d’émission de gaz à effet de serre sont consultables sur un site dédié publié par Météo-France en novembre 2022.

### Milieux naturels et biodiversité

#### Réseau Natura 2000

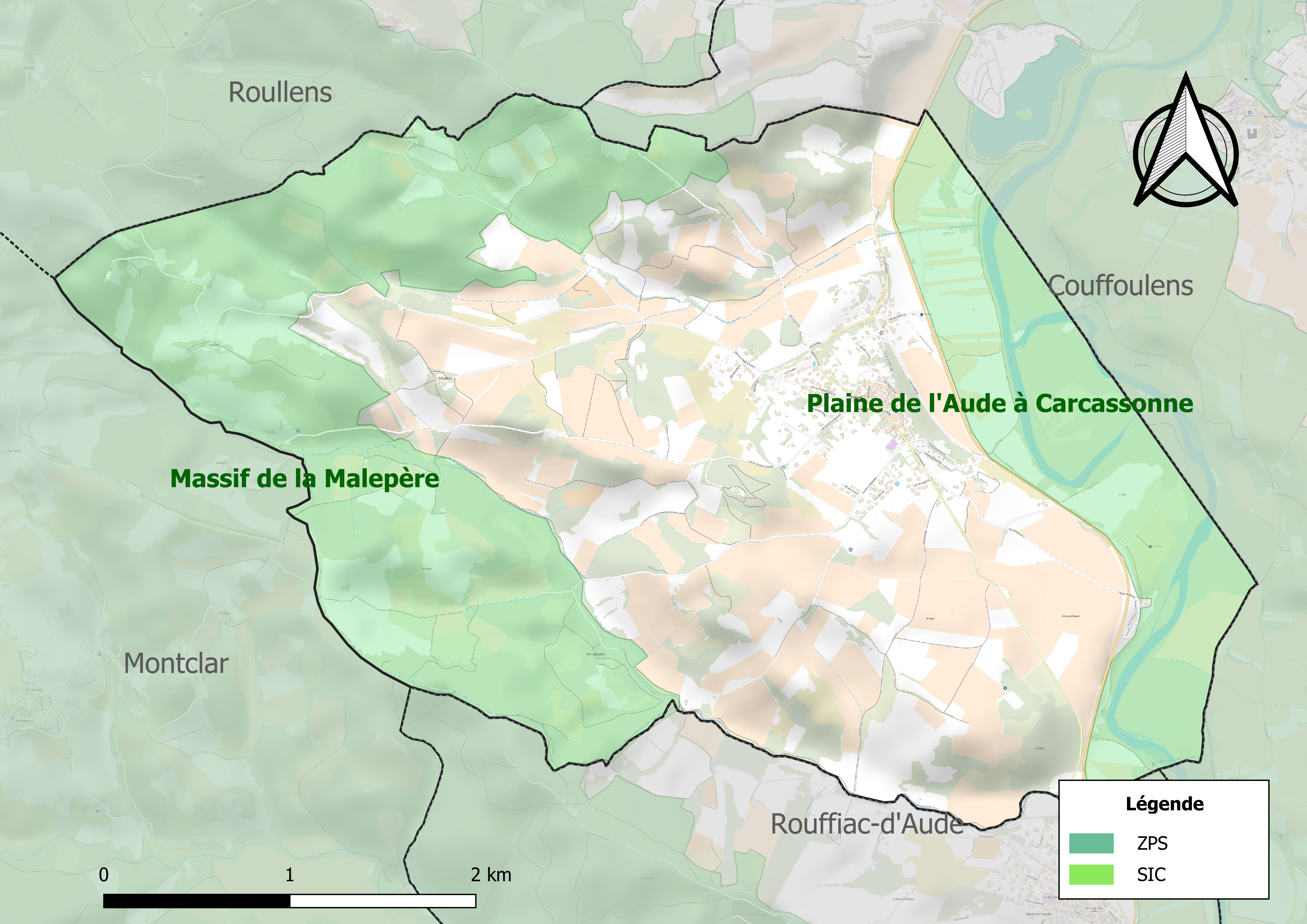
Site Natura 2000 sur le territoire communal.

Le réseau Natura 2000 est un réseau écologique européen de sites naturels d'intérêt écologique élaboré à partir des directives habitats et oiseaux, constitué de zones spéciales de conservation (ZSC) et de zones de protection spéciale (ZPS).
Un site Natura 2000 a été défini sur la commune au titre de la directive habitats : le « massif de la Malepère », d'une superficie de 6 158 ha, un site boisé présentant un intérêt biogéographique vu sa position intermédiaire sous les influences des climats méditerranéen et atlantique. De nombreuses espèces sont en limite d'aire. Il s'agit d'un site important pour des chauves-souris d'intérêt communautaire avec six espèces présentes : le Grand Rhinolophe, le Petit Rhinolophe, le Murin à oreilles échancrées, le Rhinolophe euryale, le Minioptère de Schreibers et la Barbastelle.

#### Zones naturelles d'intérêt écologique, faunistique et floristique

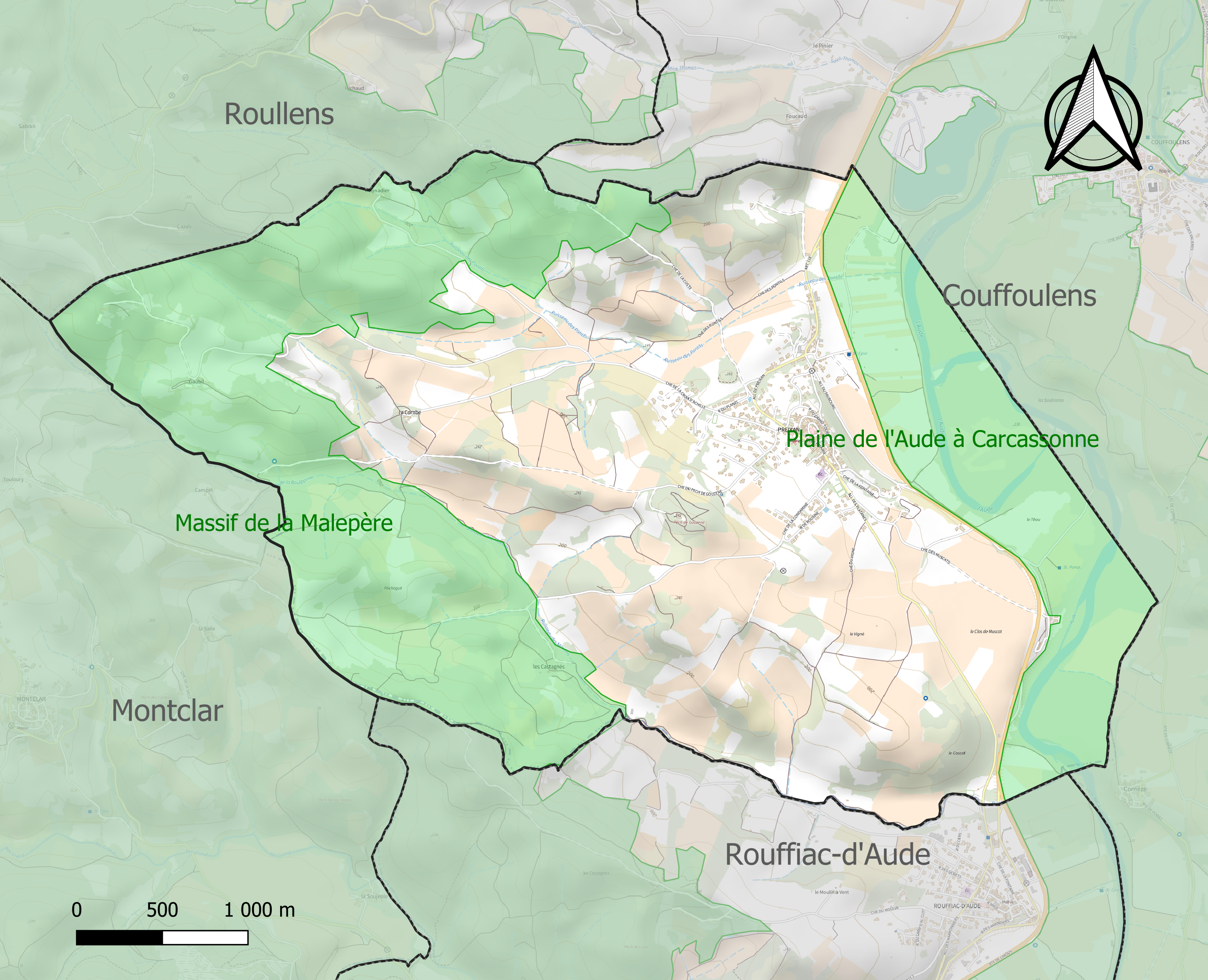
Carte des ZNIEFF de type 1 localisées sur la commune.

L’inventaire des zones naturelles d'intérêt écologique, faunistique et floristique (ZNIEFF) a pour objectif de réaliser une couverture des zones les plus intéressantes sur le plan écologique, essentiellement dans la perspective d’améliorer la connaissance du patrimoine naturel national et de fournir aux différents décideurs un outil d’aide à la prise en compte de l’environnement dans l’aménagement du territoire.
Deux ZNIEFF de type 1 sont recensées sur la commune :
le « massif de la Malepère » (5 883 ha), couvrant 14 communes du département, et 
la « plaine de l'Aude à Carcassonne » (1 130 ha), couvrant 8 communes du département.

## Urbanisme

### Typologie
Au 1er janvier 2024, Preixan est catégorisée bourg rural, selon la nouvelle grille communale de densité à 7 niveaux définie par l'Insee en 2022.
Elle est située hors unité urbaine. Par ailleurs la commune fait partie de l'aire d'attraction de Carcassonne, dont elle est une commune de la couronne,. Cette aire, qui regroupe 115 communes, est catégorisée dans les aires de 50 000 à moins de 200 000 habitants,.

### Occupation des sols
L'occupation des sols de la commune, telle qu'elle ressort de la base de données européenne d’occupation biophysique des sols Corine Land Cover (CLC), est marquée par l'importance des territoires agricoles (66,7 % en 2018), en diminution par rapport à 1990 (69,6 %). La répartition détaillée en 2018 est la suivante : 
cultures permanentes (52,9 %), forêts (29,3 %), zones agricoles hétérogènes (13,7 %), zones urbanisées (4,1 %). L'évolution de l’occupation des sols de la commune et de ses infrastructures peut être observée sur les différentes représentations cartographiques du territoire : la carte de Cassini (XVIIIe siècle), la carte d'état-major (1820-1866) et les cartes ou photos aériennes de l'IGN pour la période actuelle (1950 à aujourd'hui).

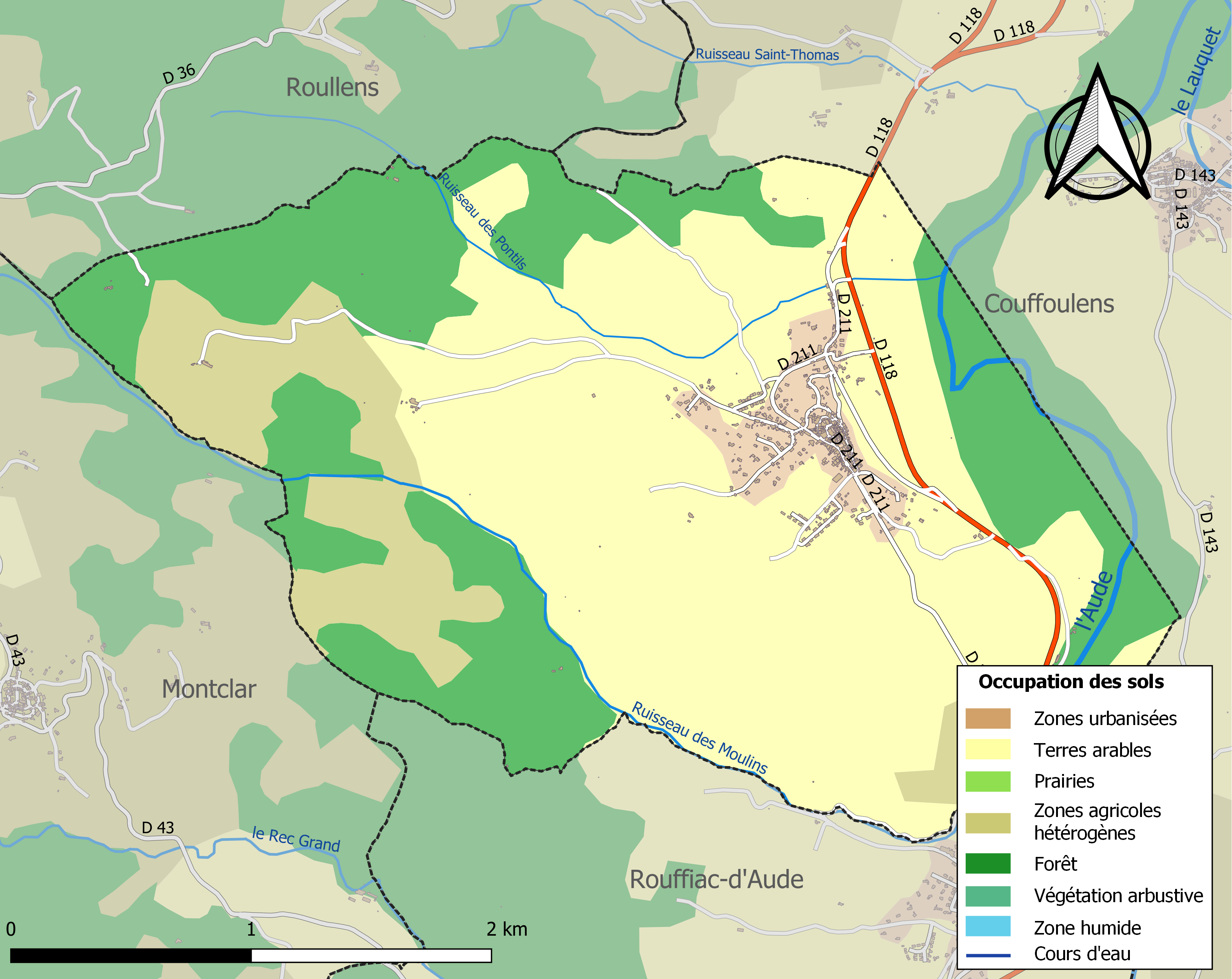
Carte des infrastructures et de l'occupation des sols de la commune en 2018 (CLC).

### Risques majeurs
Le territoire de la commune de Preixan est vulnérable à différents aléas naturels : météorologiques (tempête, orage, neige, grand froid, canicule ou sécheresse), inondations, feux de forêts et séisme (sismicité faible). Il est également exposé à deux risques technologiques,  le transport de matières dangereuses et la rupture d'un barrage. Un site publié par le BRGM permet d'évaluer simplement et rapidement les risques d'un bien localisé soit par son adresse soit par le numéro de sa parcelle.

#### Risques naturels
Certaines parties du territoire communal sont susceptibles d’être affectées par le risque d’inondation par débordement de cours d'eau, notamment le ruisseau de Glandes. La commune a été reconnue en état de catastrophe naturelle au titre des dommages causés par les inondations et coulées de boue survenues en 1982, 1992, 1996, 1999, 2009 et 2020,.

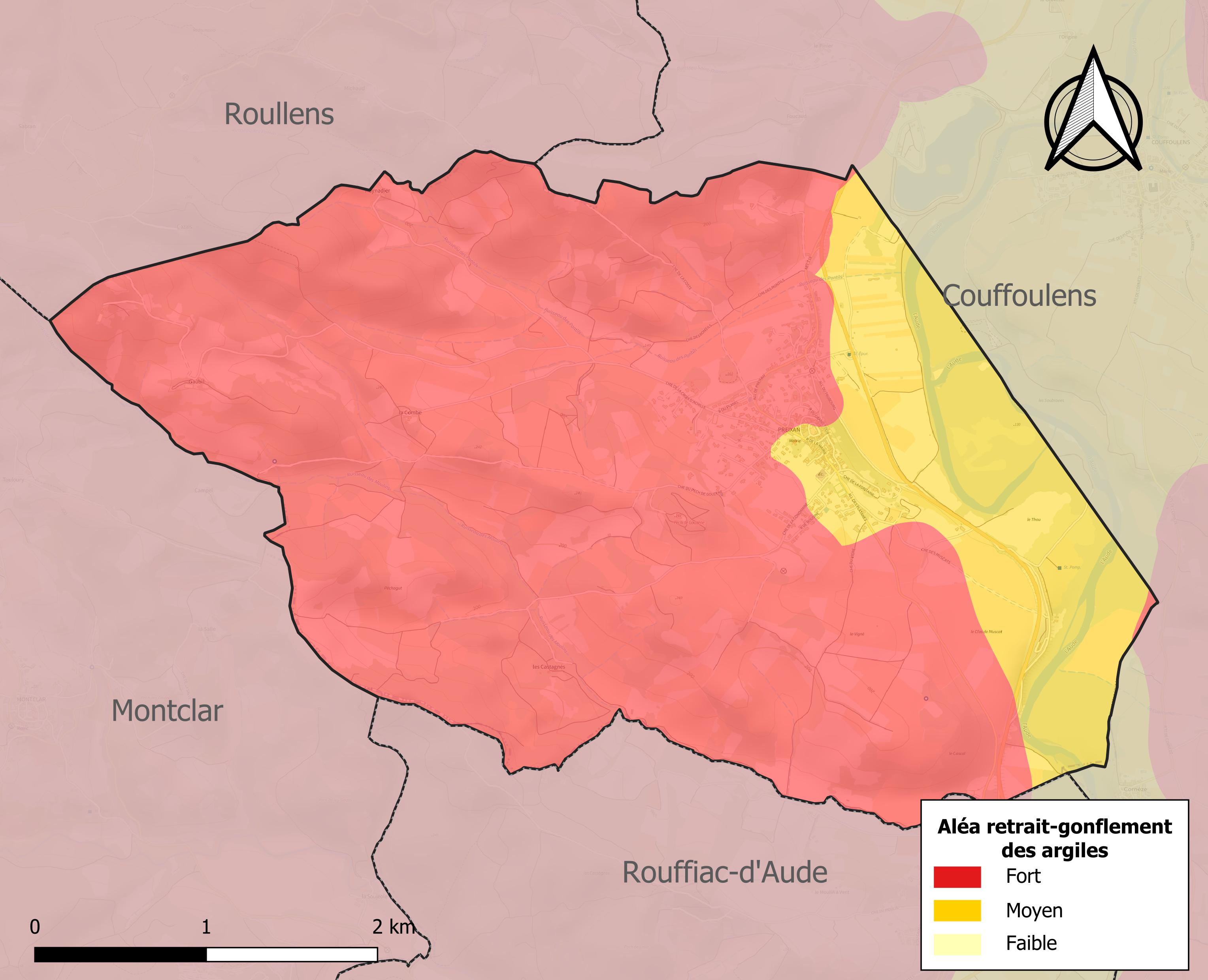
Carte des zones d'aléa retrait-gonflement des sols argileux de Preixan.

Le retrait-gonflement des sols argileux est susceptible d'engendrer des dommages importants aux bâtiments en cas d’alternance de périodes de sécheresse et de pluie. La totalité de la commune est en aléa moyen ou fort (75,2 % au niveau départemental et 48,5 % au niveau national). Sur les 323 bâtiments dénombrés sur la commune en 2019, 323 sont en aléa moyen ou fort, soit 100 %, à comparer aux 94 % au niveau départemental et 54 % au niveau national. Une cartographie de l'exposition du territoire national au retrait gonflement des sols argileux est disponible sur le site du BRGM,.

#### Risques technologiques
Le risque de transport de matières dangereuses sur la commune est lié à sa traversée par une route à fort trafic. Un accident se produisant sur une telle infrastructure est en effet susceptible d’avoir des effets graves au bâti ou aux personnes jusqu’à 350 m, selon la nature du matériau transporté. Des dispositions d’urbanisme peuvent être préconisées en conséquence.
La commune est en outre située en aval des barrages de Matemale et de Puyvalador, deux ouvrages de classe A, situés dans le département des Pyrénées-Orientales. À ce titre elle est susceptible d’être touchée par l’onde de submersion consécutive à la rupture d'un de ces ouvrages.

## Toponymie
Preixan se dit Preicho en occitan ce qui signifie perché. Le village est construit autour de l'église.

## Histoire
Déjà au milieu des années 800, date à laquelle régnaient les héritiers de Charlemagne, son nom était cité dans les manuscrits.
Bâti sur une colline, le château fort paraissait imprenable et tout autour venaient se greffer les habitations des villageois. Les terres fertiles bordant le fleuve Aude et les coteaux produisant des céréales, du vin, des olives et des pâturages étaient un atout majeur pour qu’une population importante puisse se fixer.
Douze siècles plus tard, le château fort a été démoli pour laisser place à l’église Saint-Jean. Les maisons ont envahi le village ceintes de magnifiques caves à vin. Preixan est devenue un terroir viticole qui bénéficie, aujourd’hui, de l’appellation AOC Malepère.
Sous le village apparaît le faubourg de Fondabeille qui est traversé par la route départementale. Au loin la Montagne Noire et la chaîne des Pyrénées régulent le climat.
Preixan crée sur des bases solides grâce à l’ardeur de nombreuses générations d’hommes et de femmes a résisté à toutes les épopées.
Aujourd’hui la passion des Preixanais pour ce village qu’ils entretiennent et chérissent lui voue un destin éternel.

## Politique et administration

### Liste des maires
| Période                                  | Période  | Identité        | Étiquette | Qualité |
| ---------------------------------------- | -------- | --------------- | --------- | ------- |
| mars 2014                                | En cours | Patricia Dhumez | SE        |         |
| mars 2008                                | 2014     | Daniel Barcelo  | PS        |         |
| mars 2001                                | 2008     | Daniel Barcelo  | PS        |         |
| Les données manquantes sont à compléter. |          |                 |           |         |

Maire avant et pendant la guerre 39/45 : Montahuc.
Maires après la guerre : Arribaud, Vaquier, Jean Cantié, Henri Cayrol, Alain Cayrol.

## Démographie
| 1793 | 1800 | 1806 | 1821 | 1831 | 1836 | 1841 | 1846 | 1851 |
| ---- | ---- | ---- | ---- | ---- | ---- | ---- | ---- | ---- |
| 371  | 428  | 450  | 455  | 457  | 470  | 487  | 510  | 429  |

| 1856 | 1861 | 1866 | 1872 | 1876 | 1881 | 1886 | 1891 | 1896 |
| ---- | ---- | ---- | ---- | ---- | ---- | ---- | ---- | ---- |
| 429  | 433  | 428  | 449  | 479  | 518  | 546  | 513  | 505  |

| 1901 | 1906 | 1911 | 1921 | 1926 | 1931 | 1936 | 1946 | 1954 |
| ---- | ---- | ---- | ---- | ---- | ---- | ---- | ---- | ---- |
| 525  | 516  | 514  | 469  | 458  | 448  | 455  | 425  | 459  |

| 1962 | 1968 | 1975 | 1982 | 1990 | 1999 | 2005 | 2006 | 2010 |
| ---- | ---- | ---- | ---- | ---- | ---- | ---- | ---- | ---- |
| 429  | 403  | 378  | 365  | 431  | 445  | 508  | 506  | 535  |

| 2015 | 2020 | 2022 | - | - | - | - | - | - |
| ---- | ---- | ---- | - | - | - | - | - | - |
| 610  | 625  | 637  | - | - | - | - | - | - |

La population du village est constituée d’un noyau ancien de Preixanais et de familles récemment installées.

## Économie

### Revenus
En 2018  (données Insee publiées en septembre 2021), la commune compte 269 ménages fiscaux, regroupant 605 personnes. La médiane du revenu disponible par unité de consommation est de 19 930 € (19 240 € dans le département).

### Emploi
| Division       | 2008   | 2013   | 2018   |
| -------------- | ------ | ------ | ------ |
| Commune        | 10,4 % | 11,2 % | 9,9 %  |
| Département    | 10,2 % | 12,8 % | 12,6 % |
| France entière | 8,3 %  | 10 %   | 10 %   |

En 2018, la population âgée de 15 à 64 ans s'élève à 381 personnes, parmi lesquelles on compte 76,2 % d'actifs (66,3 % ayant un emploi et 9,9 % de chômeurs) et 23,8 % d'inactifs,. En  2018, le taux de chômage communal (au sens du recensement) des 15-64 ans est inférieur à celui de la France et du département, alors qu'en 2008 la situation était inverse.
La commune fait partie de la couronne de l'aire d'attraction de Carcassonne, du fait qu'au moins 15 % des actifs travaillent dans le pôle,. Elle compte 52 emplois en 2018, contre 80 en 2013 et 70 en 2008. Le nombre d'actifs ayant un emploi résidant dans la commune est de 255, soit un indicateur de concentration d'emploi de 20,6 % et un taux d'activité parmi les 15 ans ou plus de 56,9 %.
Sur ces 255 actifs de 15 ans ou plus ayant un emploi, 32 travaillent dans la commune, soit 13 % des habitants. Pour se rendre au travail, 90,2 % des habitants utilisent un véhicule personnel ou de fonction à quatre roues, 0,8 % les transports en commun, 5,8 % s'y rendent en deux-roues, à vélo ou à pied et 3,1 % n'ont pas besoin de transport (travail au domicile).

### Activités hors agriculture
35 établissements sont implantés  à Preixan au 31 décembre 2019. Le tableau ci-dessous en détaille le nombre par secteur d'activité et compare les ratios avec ceux du département,.
| Secteur d'activité                                                                                        | Commune | Commune | Département |
| Secteur d'activité                                                                                        | Nombre  | %       | %           |
| --- | ------- | ------- | ----------- |
| Ensemble                                                                                                  | 35      |         |             |
| Construction                                                                                              | 11      | 31,4 %  | (14 %)      |
| Commerce de gros et de détail, transports, hébergement et restauration                                    | 6       | 17,1 %  | (32,3 %)    |
| Information et communication                                                                              | 1       | 2,9 %   | (1,6 %)     |
| Activités financières et d'assurance                                                                      | 1       | 2,9 %   | (2,7 %)     |
| Activités immobilières                                                                                    | 1       | 2,9 %   | (5,2 %)     |
| Activités spécialisées, scientifiques et techniques et activités de services administratifs et de soutien | 11      | 31,4 %  | (13,3 %)    |
| Administration publique, enseignement, santé humaine et action sociale                                    | 1       | 2,9 %   | (13,2 %)    |
| Autres activités de services                                                                              | 3       | 8,6 %   | (8,8 %)     |

Le secteur des activités spécialisées, scientifiques et techniques et des activités de services administratifs et de soutien est prépondérant sur la commune puisqu'il représente 31,4 % du nombre total d'établissements de la commune (11 sur les 35 entreprises implantées  à Preixan), contre 13,3 % au niveau départemental.

### Agriculture
La commune est dans la « Région viticole » de l'Aude, une petite région agricole occupant une grande partie centrale du département, également dénommée localement « Corbeilles Minervois et Carcasses-Limouxin ». En 2020, l'orientation technico-économique de l'agriculture  sur la commune est la viticulture.
|               | 1988 | 2000 | 2010 | 2020 |
| ------------- | ---- | ---- | ---- | ---- |
| Exploitations | 36   | 19   | 21   | 15   |
| SAU (ha)      | 346  | 313  | 350  | 273  |

Le nombre d'exploitations agricoles en activité et ayant leur siège dans la commune est passé de 36 lors du recensement agricole de 1988  à 19 en 2000 puis à 21 en 2010 et enfin à 15 en 2020, soit une baisse de 58 % en 32 ans. Le même mouvement est observé à l'échelle du département qui a perdu pendant cette période 60 % de ses exploitations,. La surface agricole utilisée sur la commune a quant à elle baissé, passant de 346 ha en 1988 à 273 ha en 2020. Parallèlement la surface agricole utilisée moyenne par exploitation a augmenté, passant de 10 à 18 ha.

## Culture locale et patrimoine

### Lieux et monuments

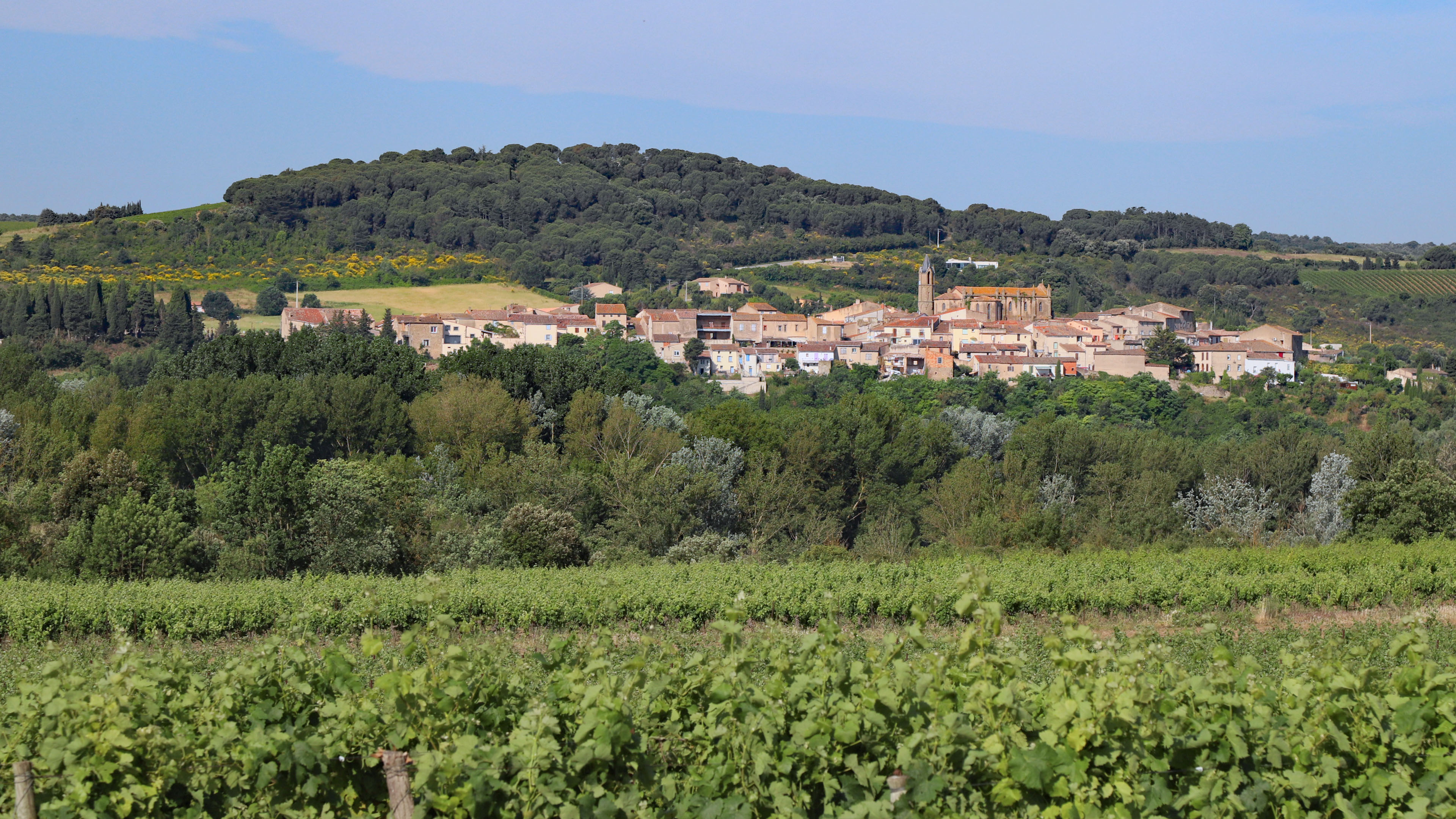
Le village en 2022

- Église Saint-Jean de Preixan, construite sur les fondations de l'ancien château fort.

### Personnalités liées à la commune
- Raymond-Roger de Foix

### Héraldique
| Blason de Preixan | Blason  | D'argent à deux bandes de sinople et un chef de même. |
| Blason de Preixan | Détails | Le statut officiel du blason reste à déterminer.      |